# 川中理紗子
川中 理紗子（かわなか りさこ、1983年10月6日 - ）は、長野県出身のストリッパー。札幌道頓堀劇場所属。
2003年7月21日に同劇場にてデビュー。身長154cm・スリーサイズはB80・W60・H86 、血液型はA型。
同劇場所属の詩田笑子とルームシェアする間柄でもある。
最近のマイブームは加圧トレーニング。
2016年12月10日、渋谷道頓堀劇場にて惜しまれつつ引退した。